# شهرستان بوپدونگ
شهرستان بوپدونگ (به کره‌ای: 법동군) یک شهرستان در شرق کره شمالی (شرق شبه‌جزیره کره) است که در تابعیت استان گانگوون قرار دارد.
گردنهٔ «ماشینگنیونگ»، که مسیر بزرگراهی متصل کنندهٔ وون‌سان را به پیونگ‌یانگ و مرکز کشور متصل می‌کند، در این شهرستان می‌باشد. در مجاورت این گردنه و در این شهرستان، مجموعه پیست اسکی «ماشینگنیونگ» (به کره‌ای: 마식령스키장) قرار دارد. این مجموعه، در مدت ۱۰ ماه و توسط ارتش کره شمالی ساخته شد. امید مقامات کرهٔ شمالی این بود که در راستای بهبود بخشی رابطهٔ بین دو کره، این پیست میزبان بعضی از بازی‌های المپیک زمستانی ۲۰۱۸ باشد. این المپیک رسما در شهرستان پیونگ‌چانگ، در استان (جنوبی) گانگوون برگزار شد، اما کرهٔ شمالی از همکاری در میزبانی این بازی‌ها محروم ماند.

## تقسیمات اداری
شهرستان بوپدونگ به ۱ شهرک، ۱ منطقهٔ کارگری، و ۱۸ روستای تابعه تقسیم شده است.
| - ‌ شهرک‌ها - بوپدونگ(법동읍، Pŏptong-ŭp) - مناطق کارگری - ریونگجو (령저로동자구، Ryŏngjŏ-rodongjagu) - روستاها - اویو (어유리، Ŏyu-ri) - بِگیل (백일리، Paeg'il-li) - جاکدونگ (작동리، Chaktong-ri) - جانگان (장안리، Changal-li) - چویئام(취암리، ch'wiam-ni) - دوچان (도찬리، Toch'al-li) - روتان (로탄리، Rotal-li) | - روستاها (ادامه) - ریولدونگ (룡포리، Ryuldong-ri) - ریونگپو (룡포리، Ryongp'o-ri) - سانگسو (상서리، Sangsŏ-ri) - گامدون (감둔리، Kamdul-li) - گوریونگ (구룡리، Kuryong-ri) - گوم‌پیونگ (금평리، Kŭmp'yŏng-ri) - گومگو (금구리، Kŭmgu-ri) - گونجا (건자리، Kŏnja-ri) - ماجون (마전리، Majŏl-li) - هه‌رانگ (해랑리، Haerang-ri) - یوهه (여해리، Yŏhae-ri) |

## تاریخ
در پی قطعی شدن مرز بین دو کره، در دسامبر سال ۱۹۵۲ میلادی، در کره شمالی، «قصبه» به‌عنوان یک واحد اداری بالکل منحل شد. در عوض، روستاهای کوچکتر و بزرگتر در جای‌جای کشور با هم تجمیع شده و وظایف اداری بیشتری به آن‌ها سپرده شد، و آن‌ها عملا به سطح سوم تقسیمات کشوری، مستقیما تابعهٔ شهرستان‌ها تبدیل شدند.
در همان تاریخ و در چهارچوب این پروسه، دو قصبهٔ منحل شده از شهرستان مونچون، قصبه‌های «پونگ‌سانگ» [풍상면] و «پونگها» [풍하면] (به علاوهٔ یک روستا از قصبهٔ‌ «اولّیم» [운림면])، و قصبهٔ منحل شده از شهرستان ایچون، قصبهٔ «اونگتان» [웅탄면] ادغام شده و شهرستان بوپدونگ را تشکیل دادند.
تا پیش از سپتامبر سال ۱۹۴۶ میلادی، شهرستان مونچون (و قصبه‌های تابعهٔ آن) در استان هامگیونگ شمالی قرار داشتند، که پس از تقسیم کره، به استان گانگوون پیوستند.
در سال ۱۹۵۲ میلادی طول پروسهٔ انحلال قصبه‌ها تشکیل شهرستان‌های نوین، روستاهای مختلف، تأسیس شهرستان بوپدونگ شامل تقسیمات اداری زیر بود:
- ۹ روستا از قصبهٔ منحل شدهٔ «اونگتان» [웅탄면] (شهرستان ایچون)
- ۱ روستا از قصبهٔ منحل شدهٔ «اونّیم» [운림면] (شهرستان مونچون)
- ۲۰ روستا از قصبهٔ منحل شدهٔ «پونگ‌سانگ» [풍상면] (شهرستان مونچون)
- ۲۵ روستا از قصبهٔ منحل شدهٔ «پونگها» [풍하면] (شهرستان مونچون)

این روستاهای فوق الذکر، به شرح زیر ادغام شده و به ۱ شهرک و ۲۲ روستای نهائی تبدیل شدند:

- شهرک
  1. بوپدونگ [법동읍] از ادغام روستاهای «اوئگوئوپ» [외고읍리]، «بوپدونگ» [법동리]، «به‌گام» [백암리]، «بیونگام» [병암리]، «ساندونگ» [산동리]، «نه‌گوئوپ» [내고읍리] (قصبهٔ منحل شدهٔ «پونگها»)

- روستاها
  1. اویو [어유리] از ادغام روستاهای «اویو»، «جونگپو» [종포리]، «گوریون» [고련리] (قصبه‌ٔ منحل شدهٔ «پونگها»)
  2. بونگهوانگسان [봉황산리] از ادغام روستاهای «اومسوک» [엄석리] و «بونگهوانگسان» (قصبه‌ٔ منحل شدهٔ «پونگها»)
  3. به‌گیل [백일리] از ادغام روستاهای «اوئبه‌گیل» [외백일리]، «سوکچون» [석천리]، «نه‌به‌گیل» [내백일리] (قصبه‌ٔ منحل شدهٔ «پونگها»)
  4. جاکدونگ [작동리] از ادغام روستاهای «اوکدونگ» [억동리]، «بوکهوئ» [복회리]، «جاکدونگ»، «ماسیک» [마식리] (قصبه‌ٔ منحل شدهٔ «پونگسانگ»)
  5. جانگان [어유리] (قصبه‌ٔ منحل شدهٔ «پونگها»)
  6. چویئام [취암리] از ادغام روستاهای «چویئام سفلی (هاچویئام)» [하취암리] و «چویئام علیا (سانگ‌چویئام)» [상취암리] (قصبه‌ٔ منحل شدهٔ «پونگها»)
  7. دوچام [도찬리] از ادغام روستاهای «پونگجون» [풍전리]، «دوچام»، «گومی» [구미리] (قصبه‌ٔ منحل شدهٔ «پونگسانگ»)
  8. ریونگپو [룡포리] از ادغام روستاهای «ریونگپو»، «ماجِنگ» [마쟁리] (قصبه‌‌های منحل شدهٔ «اونّیم» و «پونگسانگ»)
  9. ریونگجو [령저리] از ادغام روستاهای «سوچیم» [수침리]، «گومدونگ» [금동리]، «ریونگجو سفلی (هاریونگجو)» [하령저리]، «ریونگجو علیا (سانگ‌ریونگجو)» [상령저리] (قصبه‌ٔ منحل شدهٔ «پونگسانگ»)
  10. سانگ‌گام[상감리] از ادغام روستاهای «گامسان سفلی (هاگامسان)» [하감산리]، «گامسان علیا (سانگ‌گامسان)» [상감산리] (قصبه‌ٔ منحل شدهٔ «پونگ‌سانگ»)
  11. سانگسو [상서리] از ادغام روستاهای «سانگسو»، «سوهونگ» [서흥리]، «هاسو» [하서리] (قصبه‌ٔ منحل شدهٔ «پونگ‌سانگ»)
  12. شیندونگ [신동리] از ادغام روستاهای «هویئیوک» [희역리] و «هوئجون» [회전리] (قصبه‌ٔ منحل شدهٔ «اونگتان»)
  13. گامدون [감둔리] (قصبه‌ٔ منحل شدهٔ «پونگ‌سانگ»)
  14. گو [거리] از ادغام روستاهای «گو»، «ماجون» [마전리]، «نودونگ» [노동리] (قصبه‌ٔ منحل شدهٔ «پونگ‌سانگ»)
  15. گوریونگ [구룡리] از ادغام روستای «ایراک» [이락리] و بخشی از روستای «وانگماک» [왕막리] (قصبه‌ٔ منحل شدهٔ «اونگتان»)
  16. گومپیونگ [금평리] از ادغام روستای «یپونگ» [평리] و «یونگ‌گوم» [용금리] (قصبه‌ٔ منحل شدهٔ «اونگتان»)
  17. گومگو [금구리] (قصبه‌ٔ منحل شدهٔ «پونگها»)
  18. گونجا [건자리] از ادغام روستای «گونجا» و بخشی از روستای «وانگماک» [왕막리] (قصبه‌ٔ منحل شدهٔ «اونگتان»)
  19. نوتان [노탄리] از ادغام روستاهای «چونگ‌گیه» [청계리] و «نوتان» (قصبه‌ٔ منحل شدهٔ «پونگها»)
  20. هه‌رانگ [해랑리] از ادغام روستای «هه‌رانگ ۱ام» [해랑1리] و «هه‌رانگ ۲ام» [해랑2리] (قصبه‌ٔ منحل شدهٔ «اونگتان»)
  21. یولدونگ [율동리] از ادغام روستاهای «وون‌سان» [원산리] و «یولدونگ» (قصبه‌ٔ منحل شدهٔ «پونگها»)
  22. یوهه [여해리] از ادغام روستاهای «بانگها» [방하리]، «نه‌دونگ» [내동리]، «یوهه» (قصبه‌‌های منحل شدهٔ «پونگ‌سانگ» و «پونگها»)

در سال ۱۹۵۴ میلادی، روستای «گو» [거리] به «ماجون» [마전리] تغییر نام داد.
در همان تاریخ، روستای «بونگهوانگسان» [봉황산리] منحل شده و اراضی آن بین دو روستای «اویو» و «نوتان» تقسیم شد.
در همان تاریخ، روستای «سانگ‌گام» [상감리] منحل شده و اراضی آن ضمیمهٔ «یونگپو» شد. (۱ شهرک و ۲۰ روستا)
در سال ۱۹۶۱ میلادی، روستای «شین‌دونگ» [신동리] از این شهرستان جدا شده و ضمیمهٔ شهرستان سه‌پو شد. (۱ شهرک و ۱۹ روستا)